# Allen C. Haskell Public Gardens
Allen C. Haskell Public Gardens ist ein 6 Acres (2,4 ha) großes Naturschutzgebiet bei der Stadt New Bedford im Bundesstaat Massachusetts der Vereinigten Staaten, das von der Organisation The Trustees of Reservations verwaltet wird.

## Schutzgebiet
Das Ziel des Schutzgebiets besteht in der Umwandlung einer ehemaligen Baumschule des Namensgebers Allen Clifton Haskell (1935–2004) in eine öffentlich zugängliche Parklandschaft. Es umfasst aufwendig gestaltete Gartenanlagen, historische Gebäude und Treibhäuser. Die Trustees erwarben im Jahr 2012 auf Anfrage der Stadt New Bedford das zum Verkauf stehende Gelände, um eine Bebauung zu verhindern und in enger Kooperation mit der Gemeinde als Grünfläche zu bewahren. Allen C. Haskell, der sein gesamtes Leben in New Bedford verbrachte, bewirtschaftete und gestaltete das Gelände über mehr als 30 Jahre.

## Geschichte
Die New York Times beschreibt Haskell in ihrem Nachruf als „Pflanzenzüchter mit dem Auge eines Künstlers“. Seine Baumschule habe seit 50 Jahren Gärtner angezogen, die auf der Suche nach seltenen Pflanzen waren und das Wissen von Haskell zu schätzen wussten, das dieser gerne teilte. Kim Tripp vom New York Botanical Garden sprach in diesem Zusammenhang sogar von regelrechten Wallfahrten.
Zu den seltenen Pflanzen der Baumschule zählen eine Hainbuchenhecke, ein 250 Jahre alter Blüten-Hartriegel sowie ein chinesischer Taschentuchbaum. Darüber hinaus erlangte die Funkien-Sammlung weltweite Berühmtheit, und die Formschnitte im Park erregten die Aufmerksamkeit von Königin Beatrix, die ihren Chefgärtner entsandte, um mehrere hundert davon auszusuchen. Da Haskell nie weiter als Philadelphia reiste, kam die Welt zu ihm – darunter auch Jacqueline Kennedy Onassis, die ihn um Unterstützung bei der Hochzeit ihrer Tochter Caroline bat. Auch Martha Stewart besuchte ihn regelmäßig, und im Gegenzug nahm Haskell Auftritte in ihrer Sendung wahr.
Haskell gewann mehrfach Preise bei der New England Flower Show, die heute jedes Frühjahr einen nach ihm benannten Sonderpreis auslobt. Der Direktor der Massachusetts Horticultural Society Tom Strangfeld wird mit den Worten zitiert: „Es gab Allen, und dann kamen alle anderen. Ich werde nie vergessen, wie er einen Apfelbaum zur Blüte brachte und ihn mit Azaleen einrahmte. Es war wie ein Gemälde im Museum of Fine Arts.“